# J2000.0
J2000.0 — назва епохи в астрономії.
Точне значення за юліанським датуванням — 2451545,0 TT (Земний час), або полудень 1 січня 2000 року. Ці дата і час еквівалентні:
- 11:59:27,816 1 січня 2000 року TAI
- 11:58:55,816 1 січня 2000 року UTC.

З часом неточності та помилки вимірювань накопичуються, створюючи все більше помилок обчислень положення об'єкта.  У минулому астрономи та групи астрономів визначали епохи на власний розсуд, проте в даний час епохи визначені в міжнародній угоді.  Таким чином, астрономи у всьому світі можуть співпрацювати більш ефективно.
Поточна доба, визначена міжнародною угодою - J2000.0.